# بهمنیاری شرقی
بهمنیاری شرقی،(گناوه) از توابع بخش مرکزی شهرستان گناوه استان بوشهر ایران است.

## جمعیت
این روستا در دهستان حیات داوود قرار دارد و بر اساس سرشماری سال ۱۳۸۵ آمار رسمی جمعیت آن ۳۴۶نفر (۸۹خانوار) می‌باشد. اهالی این منطقه لُرتبار بوده و به زبان لری صحبت میکنند.